# Горенкин, Валерий Анатольевич
Валерий Анатольевич Горенкин (род. 11 марта 1974, Бельцы) — кандидат политических наук, доцент, Заслуженный работник культуры Республики Крым, ректор ГБОУВОРК «Крымский университет культуры, искусств и туризма».

## Биография
Родился 11 марта 1974 г. в г. Бельцы Молдавской Советской Социалистической Республики.
В 1980 году семья переехала в Крым.
В 1996 окончил Симферопольский государственный университет по специальности «История».
В 2018 году с отличием окончил магистратуру Российской академии народного хозяйства и государственной службы при Президенте Российской Федерации по направлению подготовки «Государственное и муниципальное управление» с присвоением квалификации «магистр».
В 2004 году в специализированном учёном совете ТНУ имени В. И. Вернадского защитил кандидатскую диссертацию по теме «Сепаратизм как социально-политическое явление» с присвоением ученой степени — кандидат политических наук (научный руководитель О. А. Габриелян, оппоненты — С. В. Юрченко и С. И. Тихомиров). В 2007 году присвоено ученое звание — доцент (по кафедре политических наук).
Трудовую деятельность начал в 1996 г. старшим лаборантом кафедры истории и философии в Крымском государственном индустриально-педагогическом институте, с 2000 г. — ассистент кафедры политологии и социологии Таврического национального университета им. В. И. Вернадского, в 2004 г. переведен на должность заместителя декана по воспитательной работе философского факультета, в 2005—2008 гг. — доцент кафедры политических наук ТНУ имени В. И. Вернадского.
В 2008—2009 гг. — заведующий кафедрой гуманитарных дисциплин Университета экономики и управления.
С сентября 2009 года работает в Крымском университете культуры, искусств и туризма: доцент кафедры «Социокультурная деятельность», с декабря 2009 года — проректор по учебной работе, с января 2011 г. — первый проректор.
С декабря 2014 г. исполняющий обязанности ректора Крымского университета культуры, искусств и туризма.
С 16 февраля 2015 г. и по настоящее время — ректор ГБОУВОРК «Крымский университет культуры, искусств и туризма».

## Общественная деятельность
- Член Российского философского общества[3]
- С 2014 года является председателем Общественного совета при Министерстве культуры Республики Крым[4]
- Член Комитета по Государственной премии Республики Крым (с 2019)[5]
- Член экспертного совета журнала «Региональная Россия»[6]

## Награды
- в 2011 г. награждён Почётной грамотой Президиума Верховного Совета Автономной Республики Крым[7]
- в 2014 г. Благодарность Министра культуры Российской Федерации[источник не указан 1543 дня]
- в 2015 г. Благодарность Главы Республики Крым[источник не указан 1543 дня]
- в 2016 г. Грамота Президиума Государственного Совета Республики Крым[источник не указан 1543 дня]
- в 2018 году присвоено почётное звание «Заслуженный работник культуры Республики Крым»[8]